# Amwrossijiwka
Amwrossijiwka (ukrainisch Амвросіївка; russisch Амвросиевка Amwrossijewka) ist eine Stadt im Osten der Ukraine mit etwa 18.300 Einwohnern (2018).
Die Stadt ist der Verwaltungssitz des gleichnamigen Rajons und ein Zentrum der Zementindustrie mit einem Bahnhof an der Bahnstrecke Moskau-Rostow am Don.

## Geographie

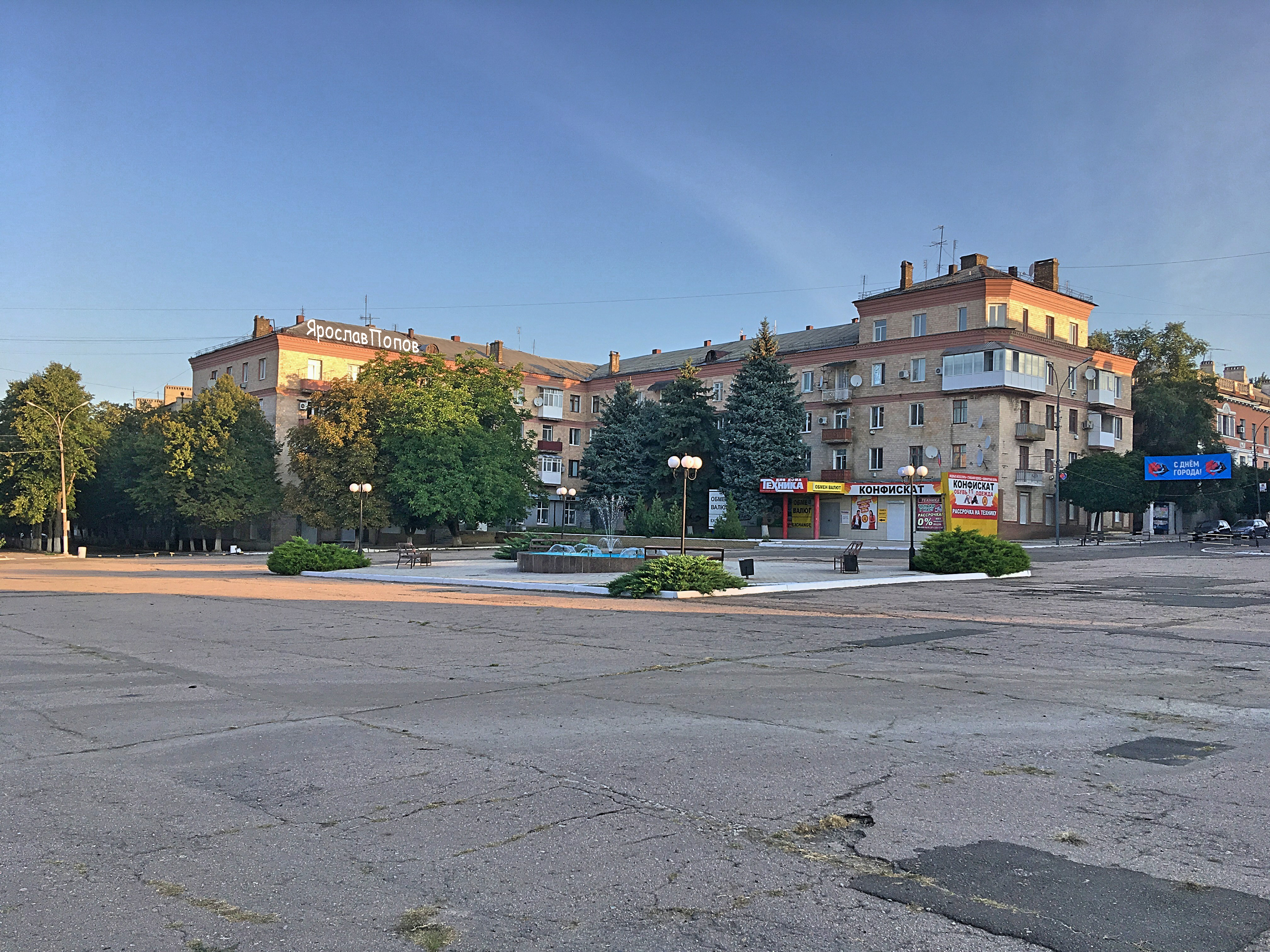
Blick auf den Hauptplatz

Amwrossijiwka liegt im südlichen Donbass im Zentrum des Rajon Amwrossijiwka in der Oblast Donezk 82 km südöstlich vom Oblastzentrum Donezk und 29 km südlich von Tores.

## Geschichte
Die Siedlung wurde als Bahnstation an der neu gebauten Eisenbahnstrecke Kursk-Charkiw-Asow im Jahre 1869 unter dem Namen Donezko-Amwrossijewka/Donezko-Amwrossijiwka (Донецко-Амвросиевка/Донецько-Амвросіївка) gegründet, der Name leitete sich vom weiter nördlich liegenden Dorf Amwrossijiwka (heute Blahodatne) ab.
Die weitere Entwicklung der Siedlung basierte auf dem Abbau von Mergel, dem wichtigsten Rohstoff für die Zementherstellung, dessen reiche Vorkommen im Jahr 1836 an den Ufern des Flusses Krynka, einem rechten Nebenfluss des Mius, entdeckt wurden. Im Jahr 1896 wurde die erste Zementfabrik gebaut. Am 25. Januar 1923 wurde Amwrossijiwka zum Rajonszentrum und am 15. Januar 1929 erhielt Amwrossijiwka den Status einer Siedlung städtischen Typs.
Im Jahr 1938 wurde die Siedlung dann zur Stadt erhoben. Vom 22. Oktober 1941 bis zum 23. August 1943 war die Stadt von Truppen der Wehrmacht besetzt, am 15. August 1944 erfolgte die Umbenennung auf den heutigen Namen.
Seit dem Sommer 2014 ist die Stadt im Verlauf des Ukrainekrieges in der Hand der Separatisten der Volksrepublik Donezk.

## Bevölkerung
| 1926  | 1939   | 1959   | 1970   | 1979   | 1989   | 2001   | 2005   | 2014   |
| ----- | ------ | ------ | ------ | ------ | ------ | ------ | ------ | ------ |
| 2.839 | 15.001 | 20.037 | 24.330 | 24.406 | 23.951 | 22.130 | 21.057 | 18.682 |

Quellen: